# Shower Posse
Die Shower Posse ist eine von Christopher Coke angeführte kriminelle Bande, die im Stadtteil Tivoli Gardens im Westen der jamaikanischen Hauptstadt Kingston angesiedelt ist.

## Geschichte
Einer der Anführer der Bande war Christopher Cokes Vater Lester Coke, welcher 1992 durch ein mysteriöses Feuer in seiner Gefängniszelle starb, wo er auf seine Auslieferung in die USA wegen Mordes und Drogendelikten wartete. Die Bande wird beschuldigt, seit den 1980er Jahren für über 1000 Morde verantwortlich zu sein. Zudem ist die  Shower Posse sowohl in und außerhalb von New York City, wie im Süden New Jerseys und entlang der Ostküste, als auch in Dallas und Kansas City tätig. Sie ist dort hauptsächlich im Drogen- und Feuerwaffenhandel engagiert. Ministerpräsident Bruce Golding besaß Kontakte zur Shower Posse, da sein Wahlbezirk im von der Bande beherrschten Stadtteil lag. Er soll der Organisation Bauaufträge vermittelt haben. Die Kontakte sollen auch Grund für die ungewöhnlich lange Dauer des Auslieferungsverfahrens gegen Coke sein.

## Name
Laut dem kanadischen Kriminalexperten Michael Chettleburgh bezieht sich der Name Shower Posse auf einen Kugelhagel (Bullet Shower), der zahlreiche Opfer fordert.  Andere Quellen sehen den Namen in Bezug auf die enge Verbindung der Familie Coke zur Jamaica Labour Party (JLP). So versprach die JLP mit ihrem Wahlspruch "Power to the People" einen Shower, also sinnbildlich einen Geldregen für die Armen. Die Bezeichnung Posse ist aus dem Amerikanischen für Bande, Trupp abgeleitet.